# Villa gallo-romaine de Mageroy
Les ruines de la villa gallo-romaine de Mageroy sont un site archéologique situé dans la section de Habay-la-Vieille à Habay en province de Luxembourg (Belgique).

## Situation
Le site se trouve au lieu-dit Mageroy, entre les villages de Habay-la-Vieille et de Nantimont, à environ 200 m à l'ouest de la ferme de Mageroy et à environ 600 m à vol d'oiseau au nord-est de l'autoroute E25/E411 (aire de repos de Nantimont Nord).

## Historique des fouilles
L’ASBL ARC-HAB (Groupe d’archéologie de Habay) s’attache depuis 1984 à fouiller, étudier, mettre en valeur et présenter le site de la villa gallo-romaine de Mageroy. Les fouilles sont toujours en cours. Les recherches archéologiques se déroulent chaque été et ne concernent jusqu’à maintenant que le corps de logis ainsi que sa cour résidentielle et une partie du bassin. Elles sont dirigées par les archéologues mais les visiteurs de tout âge peuvent également y participer, à condition d’avoir suivi une formation d’initiation sur place.

## Description du site
Le bâtiment principal de la villa (pars urbana) comprend le corps de logis ainsi qu'une cour résidentielle qui s'insère dans une base presque rectangulaire d'une longueur d'environ 58 m et d'une largeur d'environ 45 m, soit une superficie approximative au sol de 2 350 m2. L'autre partie est la cour agricole (pars rustica) constituée de quatre bâtiments annexes, d'un grand bassin et de trois fours à chaux. Toute cette propriété était ceinturée par un petit mur formant un rectangle long de près de 200 mètres et large d'environ 145 mètres, ce qui couvrait une superficie de 3 ha. La villa a été occupée depuis la première moitié du Ier siècle jusqu'à la seconde moitié du IVe siècle. Le site abrite le plus grand bassin répertorié au nord de la Gaule. Le site ne fait pas l'objet d'un classement.

## Découvertes
Une petite herminette en pierre polie découverte sur le site témoigne de l'occupation des lieux avant lʼépoque romaine.
Un dé en os pipé au mercure y a été découvert par le jeune archéologue amateur Julien Minet démontrant que la tricherie était déjà de mise durant l'Antiquité. Le poids du mercure, lourd et fluide, permettait au joueur le possédant de forcer la valeur de son choix. Il s'agit d'un spécimen unique en son genre.
Un trésor de 105 antoniniens , des pièces de monnaie du IIIe siècle, a été découvert caché dans une cave.